# Henotesia wellmani
Henotesia wellmani är en fjärilsart som beskrevs av Gustav Weymer 1908. Henotesia wellmani ingår i släktet Henotesia och familjen praktfjärilar. Inga underarter finns listade i Catalogue of Life.